# قطعنامه ۱۵۷۶ شورای امنیت
قطعنامه ۱۵۷۶ شورای امنیت سازمان ملل متحد که در تاریخ ۲۲ نوامبر ۲۰۰۴ تصویب شد، سندی بین‌المللی دربارهٔ بررسی وضعیت در بوسنی و هرزگوین است. این قطعنامه طی نشست ۵۰۸۵ام با ۱۵ رای موافق، ۰ مخالف و ۰ ممتنع تصویب شد.